# Avtozavodskaïa (métro de Moscou)
Avtozavodskaïa (en russe : Автозаво́дская) est une station de la ligne Zamoskvoretskaïa (ligne 2 verte) du métro de Moscou. Elle est située sur le territoire du raïon Danilovski, dans le district administratif sud de Moscou.
Elle est mise en service en 1943 lors de l'ouverture de ce qui était à l'époque la troisième ligne du métro.
C'est une station desservie par des Trolleybus et des autobus.

## Situation sur le réseau
Établie en souterrain, à 11 mètres sous le niveau du sol, la station Avtozavodskaïa est située au point 063+83 de la ligne Zamoskvoretskaïa (ligne 2 verte) entre les stations Paveletskaïa (en direction de Khovrino) et Tekhnopark (en direction d'Alma-Atinskaïa).

## Histoire
La station Avtozavodskaïa est mise en service le 1er janvier 1943, lors de l'ouverture de la section de Tretiakovskaïa à Avtozavodskaïa.

Architecture de la station
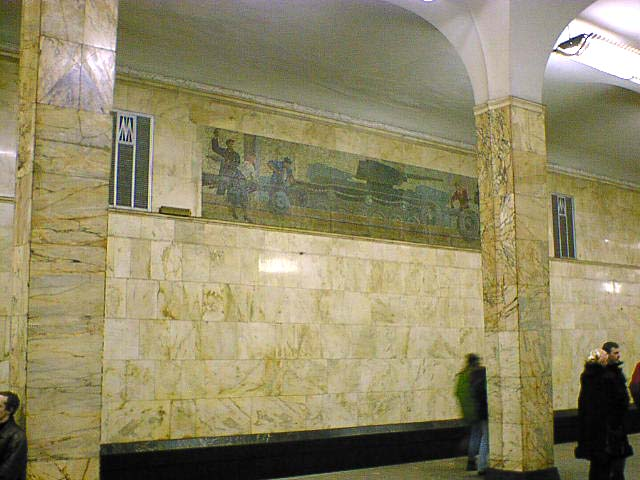
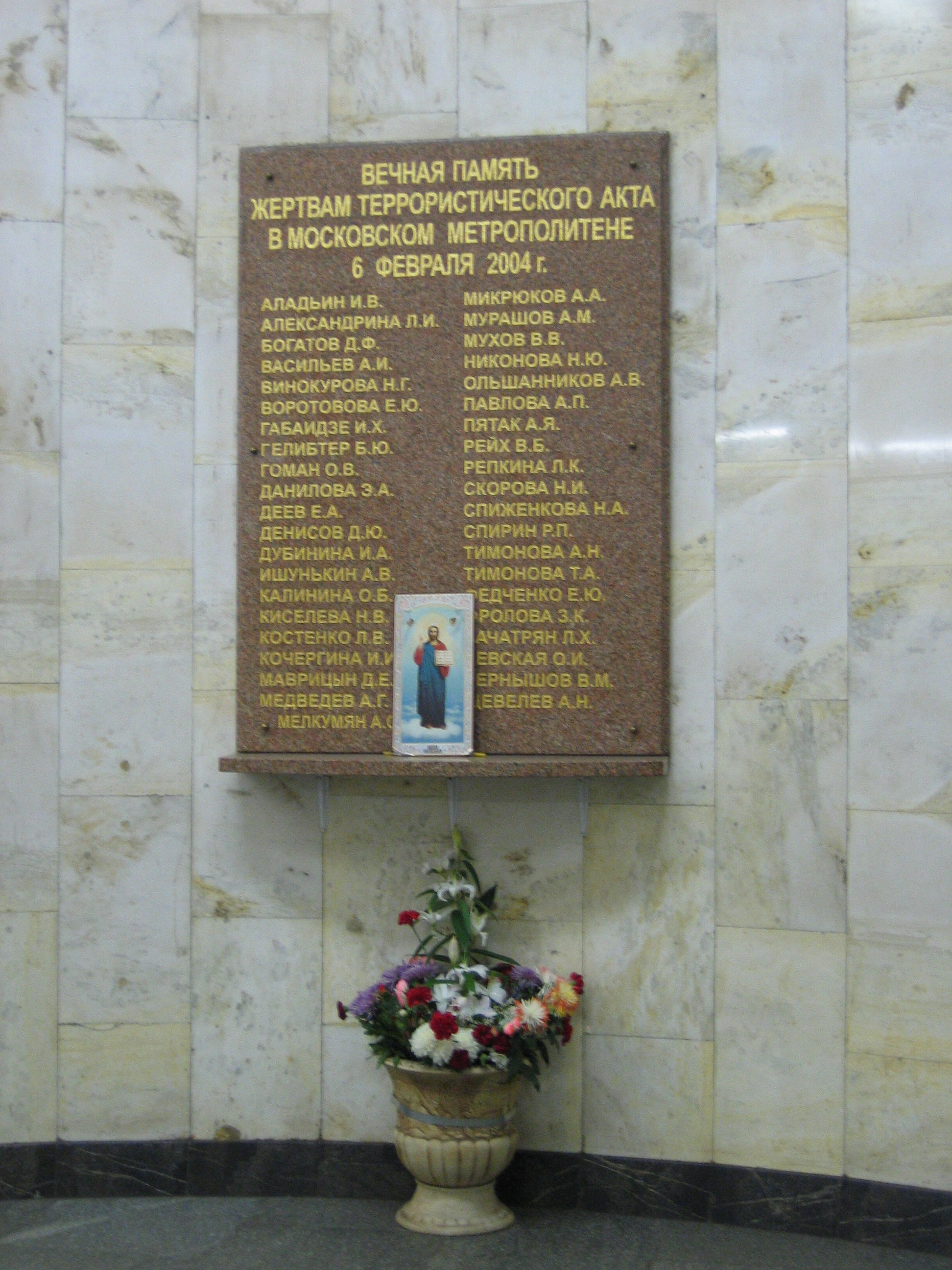
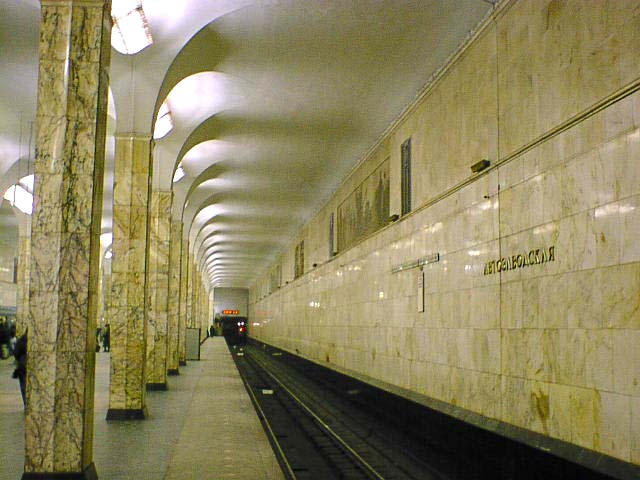

## Services aux voyageurs

### Desserte

Installations de la station
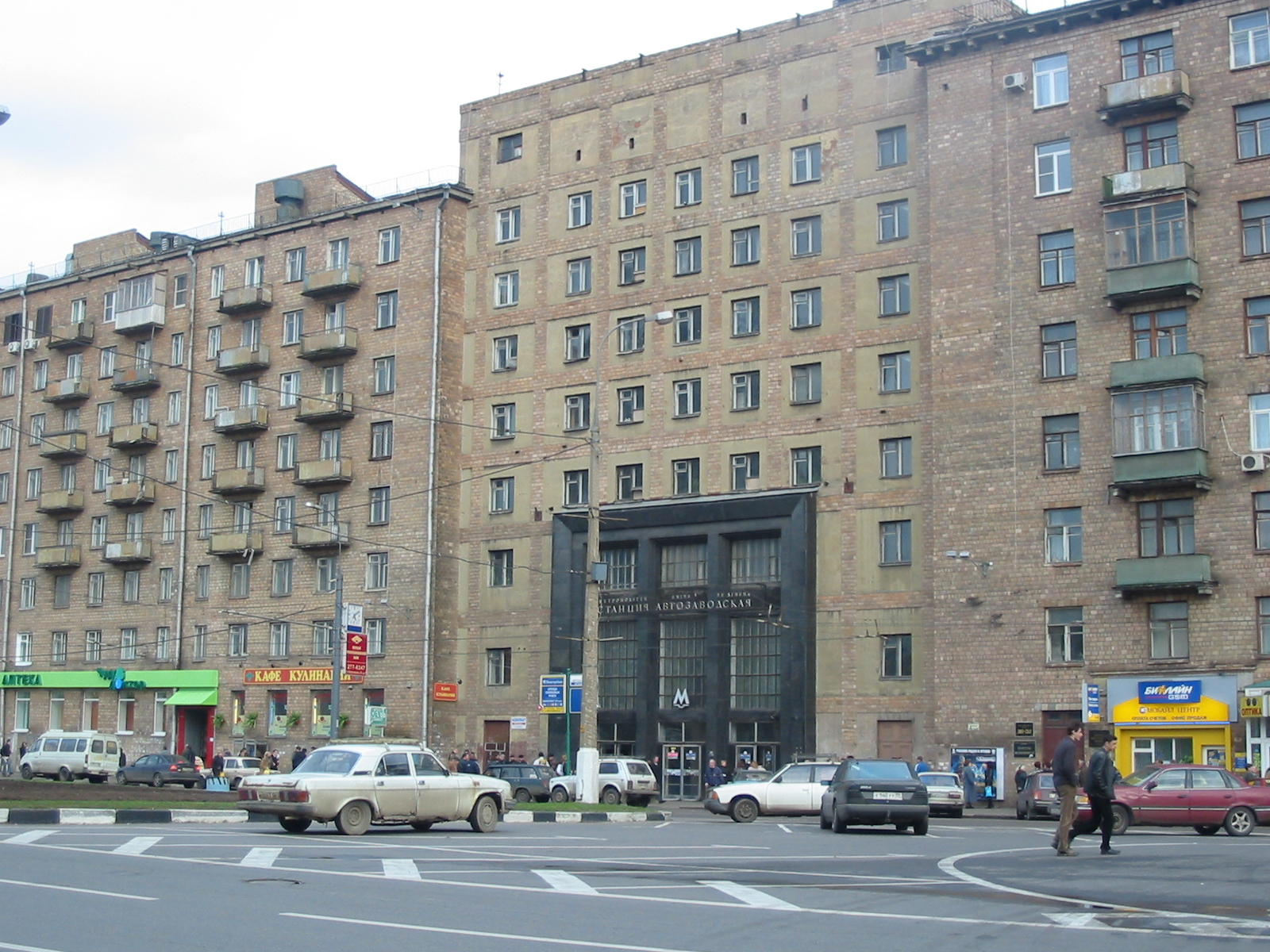
Entrée.
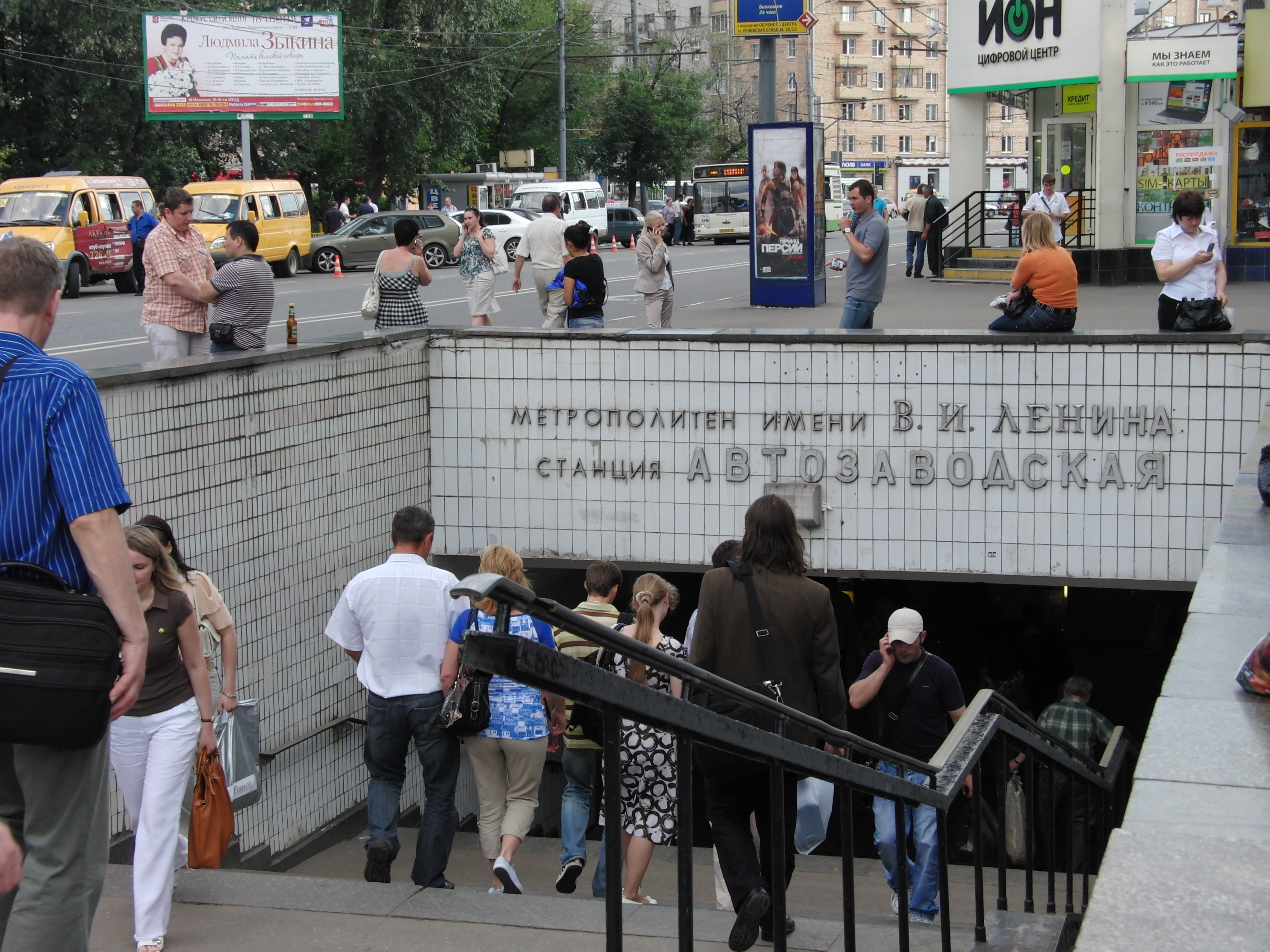
Bouche.
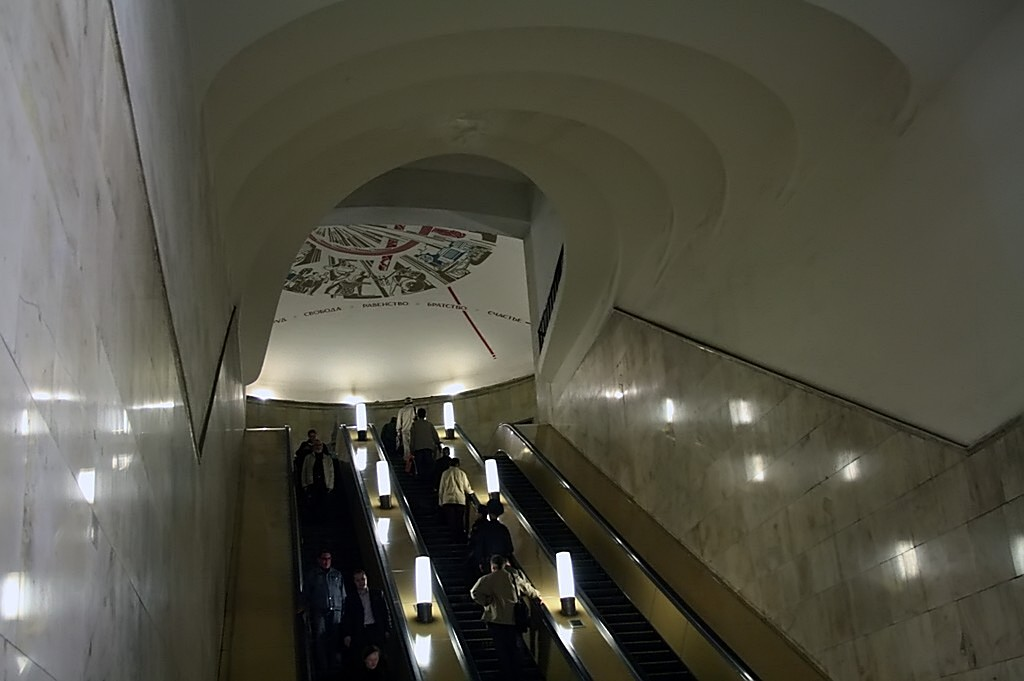
Escalier mécanique.

### Intermodalité
Des d'arrêts, situés à proximité, sont desservis par des trolleybus des lignes 26, 40, 46 et 67, et des bus des lignes 8, 9, 99, 147, 186, 193, 216, 291, 234, 633, 670 et 950.